# لووه
لووه (انگلیسی: Loewe) شرکت صنایع الکترونیک آلمانی است، که در سال ۱۹۲۳ تأسیس شد.